# 丸子郵便局
丸子郵便局（まるこゆうびんきょく）は長野県上田市にある郵便局。民営化前の分類では集配普通郵便局であった。

## 概要
住所：〒386-0499 長野県上田市上丸子270-1
民営化直前の集配業務再編において、多くの集配普通郵便局は統括センターとなったが、当局は配達センターとされたため、民営化後も郵便事業株式会社の支店は併設されず、集配センターが併設された。

## 沿革
- 1883年（明治16年）7月1日 - 上丸子郵便局（五等）として開設[1]。
- 1885年（明治18年）5月25日 - 貯金取扱を開始。
- 1888年（明治21年）5月1日 - 為替取扱を開始。
- 1897年（明治30年）3月11日 - 上丸子郵便電信局となる。
- 1903年（明治36年）4月1日 - 通信官署官制の施行に伴い上丸子郵便局となる。
- 1906年（明治39年）1月1日 - 丸子郵便局に改称。
- 1953年（昭和28年）3月16日 - 電気通信業務の取扱を丸子電報電話局に移管[2]。
- 1956年（昭和31年）11月1日 - 電話通話および和文電報受付事務の取扱を開始。
- 1957年（昭和32年）11月 - 局舎落成。
- 1966年（昭和41年）11月28日 - 局名の読みを「まりこ」から「まるこ」に変更。
- 1981年（昭和56年）2月2日 - 特定郵便局から普通郵便局に局種別改定。同日、長瀬郵便局から集配業務を移管。
- 1999年（平成11年） - 外国通貨の両替および旅行小切手の売買に関する業務取扱を開始。
- 2006年（平成18年）10月16日 - 西内郵便局から集配業務を移管[3]。
- 2007年（平成19年）10月1日 - 民営化に伴い、併設された郵便事業上田支店丸子集配センターに一部業務を移管。
- 2012年（平成24年）10月1日 - 日本郵便株式会社発足に伴い、郵便事業上田支店丸子集配センターを丸子郵便局に統合。

## 取扱内容
- 郵便、印紙、ゆうパック、内容証明
- 貯金、為替、振替、振込、国際送金、国債、投資信託
- 生命保険、バイク自賠責保険、自動車保険
- ゆうちょ銀行ATM
- 上田市内の一部地域の集配業務

## 風景印
- 表記は『丸子』
- 図案は『木曾義仲挙兵太鼓』
- 使用開始日は1981年（昭和56年）2月2日

## 周辺
- 上田警察署 依田窪庁舎
- 長野県丸子修学館高等学校
- 上田市立丸子中学校
- 東京特殊電線丸子工場
- 国道152号
- 依田川、内村川

## アクセス
- 千曲バス 丸子郵便局停留所下車
- 駐車場あり：13台